# Абу-с-Садж Дивдад
Абу-с-Садж Дивдад (ум. 879) — один из выдающихся военачальников Аббасидского халифата, основатель династии Саджидов, которая за заслуги перед халифатом получила во владение провинцию Азербайджан.

## Биография
Сын Юсуфа ибн ад-Дивдаста. Семья Абу-с-Саджа Дивдада происходила из горных сёл Джанкакат  и Суйдак в Усрушане. Впервые упоминается ат-Табари в связи с его участием в 837 году в войне против Бабека, руководителем восстания иранских хуррамитов против Арабского халифата. Будучи командиром отряда волонтёров, Абу-с-Садж принимал активное участие в поимке Бабека в 837 году. В 839 году во главе армии он был отправлен Афшином Хайдаром ибн Кавусом против восставшего в Азербайджане и отложившегося от халифата Минкиджазра аль-Фаргани. В 839 году халиф аль-Мутасим (833—842) направил его на войну с восставшим против халифата правителем Табаристана Мазъяром. В 856 или 858 году халиф аль-Мутаваккиль (847—861) назначил Абу-с-Саджа начальником мекканской дороги. На этой должности он находился до 865 года, до гражданской войны в Арабском халифате (865—866) между претендентами на халифский престол аль-Мустаином (862—866) и аль-Мутаззом (866—869), когда Абу-с-Садж, приняв сторону аль-Мутазза, трижды разбивал войска сторонников аль-Мустаина под командованием Баикбака и других эмиров. В 866 году Абу-с-Садж назначен наместником Эль-Куфы и вернулся на пост начальника мекканской дороги. В 868 году халиф аль-Мутазз назначает Абу-с-Саджа правителем Халеба, Киннасрина, Дияр-Мудара и пограничных окраин. В 875 году халиф аль-Мутамид (870—892) отправил его на войну против восставшего в Армении Ахмада ибн Исы ибн Шейха. В сражениях с Ибн Шейхом и другими мутагаллибами (правителями, взявшими власть силой) Абу-с-Садж участвовал до 874 года. В 874 году халиф перевёл его на пост правителя Ахваза, где ему была поручена борьба о восставшими зинджами.
Абу-с-Садж умер в Джунди-Сабуре в месяце раби ас-сани (20 ноября — 19 декабря) в 879 году по возвращении из лагеря Амра ас-Саффара по вызову эмира аль-Муваффака. Ему наследовали два сына — Мухаммад  (ум. 901) и Юсуф.